# Strielna (rzeka)
Strielna (ros. Стрельна) – rzeka w północno-zachodniej Rosji, w obwodzie murmańskim, na Półwyspie Kolskim. Ma 213 km długości a jej dorzecze zajmuje powierzchnię 2770 km². Uchodzi do Morza Białego. Jej największymi dopływami są: Biełaja, Bieriesowka, Bieriozowaja, Lembuj i Sludianka.